# خطة تعلم الأفراد
خطة تعلم الأفراد هي برنامج أو استراتيجية الطالب للتعلم أو التعليم مع الأخذ بعين الاعتبار نقاط القوة والضعف لدى الطالب.
بينما تعتمد الغرف الصفية التقليدية أو التعلم عن بعد على فرضية أن للكل نفس مقدار الاهتمام (مبدأ الديمقراطية)، ليتعرضوا لنفس المنهاج الدراسي ومتساوين في نفس الأسلوب («نهج واحد يناسب الجميع»)، وتفترض خطة تعلم الأفراد أن حاجة الطلاب مختلفة، ولذا فيجب أن تكون طريقة إيصال المعلومة مختلفة.
و تؤكد بأن دور الطالب في العملية التعليمية قد ظهر في بحث ذي أهمية بالغة لتجربة تعليمية مثمرة.
و يمكن أيضًا استغلال خطة تعلم الأفراد من قبل الأفراد أنفسهم أو كجزء من مجتمع ذا أهمية، وفريق أو منظمة لإدارة التعليم ضمن البرنامج من حياتهم. وهذا موضح في هذه المقالة «خطة التعلم».
و تبناها العديد من المؤسسات كمنهجية للتعليم، وخطة تعلم الأفراد للطالب الناتجة عن التفاعل بين الطالب والمعلم، وترتكز على تقييم الوارد فيها.علاوة على ذلك:
- تشتمل على أهداف طويلة المدى للطالب.
- تولّف مع الإطار التعليمي الأكبر.
- تمنح المصداقية لتطلعات الطلاب - الثقافية أو الفنية أو الإجتماعية أو الشخصية.

خطة تعلم الأفراد ملزمة بإكمالها لكل الطلاب في ألاسكا (2010) وأريزونا (2008) وكولورادو (2010) وكوناتيكت (2012) وديلاوير (2007) وجورجيا (2009) وهاواي (2009) وأيداهو (2011) وإنديانا (2006) وآيوا (2008) وكنتاكي (2007) وميشجان (2009) ومينيسوتا (2013) ومسيوري (2006) وأوريجون (2011) ورود أيلاند (2011) وجنوب كارولينا (2006) ووجنوب داكوتا (2010) وفيرجينيا (2013) وواشنطن (2000) وغرب فيرجينيا (1996) وويسكنسون (2013) للتخرج.
الأهداف
لخطة تعلم الأفراد العديد من الأهداف، بما فيها:
- اكتشاف العديد من المهن، ويبدأ هذا في الصف السادس.
- خدمات إجراء المطابقة الوظيفية
- تطوير خطط التدريس
- استمرار الابتكار والمحافظة والتغيّر.
- تحديد الأهداف الشخصية والمحافظة على هذه الرؤى لتطوير المدرسة.
- الحفاظ على النشاط وإظهاره بما في ذلك خدمة المجتمع، وخبرة العمل ونشاطات تخطيط المهن والنشاطات اللامنهجية.
- إستكشاف الكليات وفرص بعد التخرج التي تتناسب مع المهنة المطلوبة وباقي أهداف الحياة.
- جمع المعلومات الشخصية بما في ذلك نتائج التقييم، وتقديم معلومات النشاطات السكانية وتاريخ التعليم.
- تتبع كل الدورات التدريبية المأخوذة

إضافة إلى، تعيين خطة تعلم الأفراد لتحديد الكلية والإستعداد للمهنة خلال المدرسة الإعدادية والثانوية. وبالرجوع إلى «التحالف من أجل التعليم الممتاز»، كان الطلاب الخريجين أكثر جاهزية للعمل على مستوى الكلية (في كل مجالات التخصصات الأربعة وهم الرياضيات والقراءة واللغة الإنجليزية والعلوم) بعد أن خضع الطلاب لخطة تعلم الأفراد.  ومن ناحية أخرى، كشف البحث ذاته، أن قرابة 16.200 طالب لم يتخرجوا عام 2012، وحقيقة أن ما يساوي 4.2 بليون دولار هي حصيلة خسارة طلاب ذلك الصف. ويعزى ذلك لشح الكليات والإستعداد للوظائف في جميع أنحاء الولايات التي لا تطبق خطة تعلم الأفراد. وشح الكليات والإستعداد للوظائف لا يؤثر على الطلاب أنفسهم فحسب، بل على المجتمعات ككل. وشح هذه المهارات النقدية في المدرسة الثانوية يمكن أن ترفض وظائف المجتمع والأعمال بسبب عدم إستكمال تأهيل الموظفين حسب المطلوب.
بناء السيرة الذاتية
يمكن للأدوات الموجودة داخل برنامج ILP مساعدتك في تخزين وتنظيم المعلومات بنجاح أكبر وبلا شك في التطور الوظيفي والأنشطة والخبرات، وبمجرد أن يحفظ الطالب المعلومات حول مهنة مختارة، يمكن للطلاب تسجيل آرائهم واهتماماتهم وأفكارهم، وكذلك، من خلال خدمات Matchmaker المهنية، يستطيع الطلاب حفظ العديد من نتائج Matchmaker المختلفة وتسميتها، وما عليهم إلا أن يشعروا بأنهم قادرون على تحقيق المزيد من النجاح، ومع هذا يأتي أداة جدّا شائعة وكثيرة الاستخدام، مصمم السيرة الذاتية، يتيح ذلك المساعدة في إنشاء السير الذاتية ذات المظهر الشخصي والأكثر احترافية، وتتم مشاركة المعلومات المحفوظة في ILP الخاص بفرد ما تلقائيًا مع مصمم السيرة الذاتية
صانع المباريات المهنية/استكشاف المهنة
يقدم قسم استكشاف الوظائف عددًا من أدوات التقييم لمساعدتك في اكتشاف مهاراتك وقدراتك وأولويات التعلم، وباستخدام هذه الأداة، تستخدم تلك المعلومات لتحديد الخيارات الوظيفية المناسبة للطلاب، ويمكن أن تساعد شركة Matchmaker في إختيار مهنة الطالب وإهتماماته  بناء على فهم أفضل لكيفية سير الاهتمامات والخيارات المهنية جنباً إلى جنب، بسبب مشاركة تسجيلات الإعجاب والمهارات والاهتمام بالمهن في برامج محددة
في جميع أنحاء المسيرة المهنية هناك مئات المهن مع التفاصيل الوصفية، وتتضمن هذه الملفات مقابلات مع أشخاص في إطار المهنة، ومعلومات عن الرواتب، وتوقعات الوظائف، والمواقع،  وفي المقابلات التي أجراها الموظفون، والتي توجد في ملفات تعريف كل مهنة، يطرح على الموظفين أسئلة أساسية تشمل ما يتعلق بيوم عملهم النموذجي من الإيجابيات والسلبيات، ونصح الطلاب المهتمين بمتابعة هذا العمل. وهناك طريقتان للبحث عن وظائف، بما في ذلك الكلمات الرئيسية أو الفهرس أو المدرسة أو المواضيع أو المجموعات الوظيفية أو اختيار الوظائف يتم إعطاؤه لك بعد استخدام ماتشميكر الوظيفي
بحث الكلية
توفر خطة التعلم الفردية ملفاً تفصيلياً عن المدارس لآلاف الكليات والسنة، ومدارس الحياة المهنية والفنية في مختلف أنحاء البلاد، ويمكنك إما البحث عن مدارس/برامج معينة، أو استخدام محدد المدرسة للعثور على مدارس تفي بمجموعة متنوعة من المعايير، وكذلك رؤية المدارس التي تقدم لك البرنامج الذي اخترته، وتكلفة التسجيل، ونوع المجتمع